# Делаверський басейн

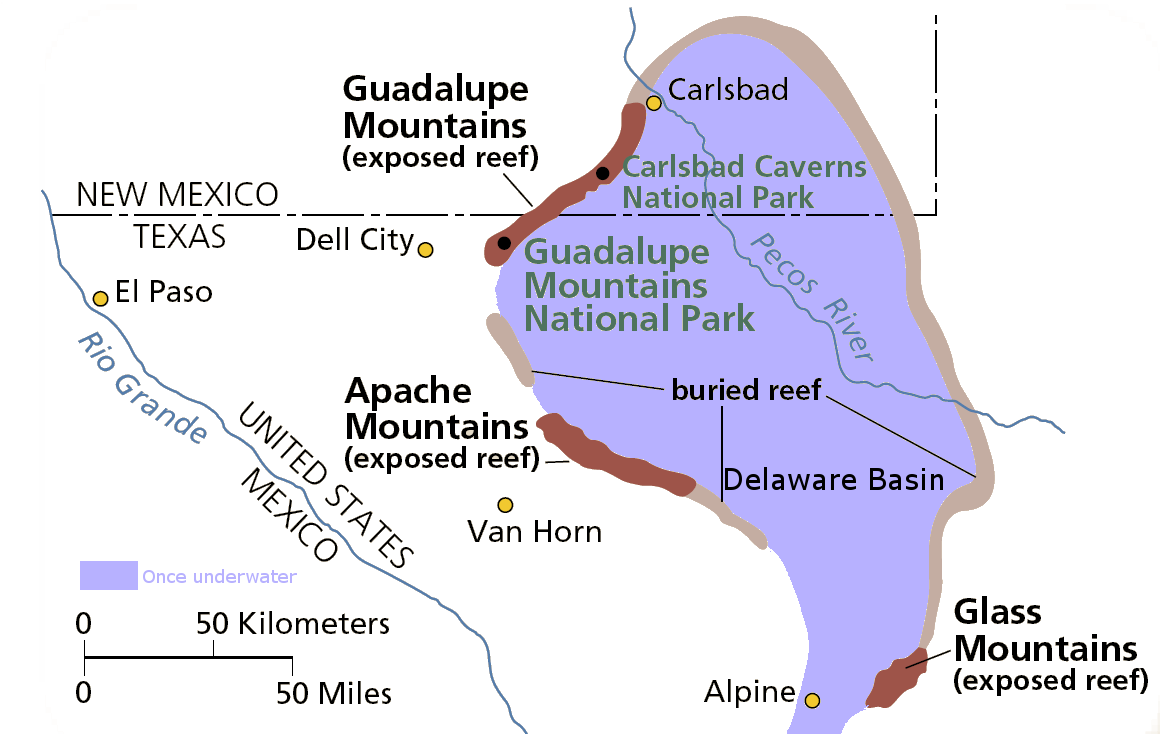
Карта Делаверського басейну

Делаверський басейн — основна сировинна база нафтопереробної та калійної промисловості США. Розташований в штаті Нью-Мексико і Техасі.

## Калієносний басейн
Калієносний басейн відкритий у 20-і роки 20 століття. Промислове освоєння — з 1931 року.

### Характеристика
Розміри басейну 265х153 км. Експлуатується Карлсбадське родовище, в межах якого відкрито 35 пластів калійних солей верхньопермської доби. Промислові запаси K2O близько 100 млн т. Потужність калієносного горизонту 75 м.

### Технологія розробки
Підземний видобуток ведеться камерно-стовповою системою. Вилучення руди з надр досягає 92%. Калійні солі збагачуються флотаційним способом і розчиненням-кристалізацією KCl. Товарна продукція — хлористий калій (21-62% K2О), сульфат калію, калімагнезія, лангбейніт. Басейн дає до 85% всіх калійних добрив США.